# Système mondial des systèmes d'observation de la Terre

## Objectifs de ce système mondial
Le Système mondial des systèmes d'observation de la Terre (GEOSS : Global Earth Observation System of Systems) a pour but de :
- rassembler l'ensemble des observations effectuées in situ et par télédétection (depuis l’espace et au moyen d’aéronefs) ;
- permettre à l’ensemble des nations et des organisations internationales de servir une cause commune en se fondant sur une démarche, un cadre et des méthodes convenus d’un commun accord ;
- permettre aux pays en voie de développement de participer activement au processus en leur fournissant des observations de grande qualité portant  sur leur territoire et de se procurer et d’utiliser les données d’observation recueillies par d’autres ;
- s’appuyer sur cette coopération internationale pour définir les besoins des utilisateurs, détecter les lacunes en matière d’observation de la Terre et améliorer la communication entre les nations et les organisations dont les intérêts concordent et qui disposent de moyens d’observation analogues ;
- assurer une prise de conscience au niveau planétaire à un niveau élevé (ministériel) de la nécessité d’améliorer le processus d’observation de la Terre ;
- favoriser la recherche d’un consensus entre les participants au sujet des besoins hautement prioritaires en matière d’observation qui ne sont pas encore satisfaits ou dont la satisfaction nécessiterait un accroissement des ressources.

## À long terme
À long terme, l’exécution du Plan décennal de mise en œuvre du GEOSS devrait :
- inciter les nations à procéder à une collecte rigoureuse et durable des données d’observation de la Terre considérées comme hautement prioritaires ;
- contribuer à combler les lacunes en ce qui concerne les capacités d’observation ;
- souligner l’importance du renforcement des capacités, tant dans les pays en développement que dans les pays développés ;
- contribuer à accroître l’interopérabilité et l’interconnectivité des différents systèmes d’observation constituants, de manière à faciliter l’échange et la mise en commun des données et informations selon des normes établies d’un commun accord.

## Une construction en cours
La construction de ce « système de systèmes » fait l’objet des sommets d’Observation de la Terre et des groupes de travail GEO et dont les principaux leader sont les États-Unis, l’Union européenne, le Japon et l’Afrique du Sud.
L'Union européenne a pour sa part lancé, dans le domaine de l'environnement et de la sécurité et avec l'Agence spatiale européenne (ESA), le projet Global Monitoring for Environment and Security (GMES), renommé Copernicus en juillet 2013. Ce projet constitue aujourd’hui la réponse européenne à ce GEOSS.

## Organisations participantes
| - AARSE: African Association of Remote Sensing of the Environment - ACMAD: African Centre of Meteorological Application for Development - ADIE: Association for the Development of Environmental Information - APN: Asia-Pacific Network for Global Change Research - CATHALAC: Water Center for the Humid Tropics of Latin America and the Caribbean - CEOS: Committee on Earth Observation Satellites - CGMS: Coordination Group for Meteorological Satellites - CMO: Caribbean Meteorological Organization - COSPAR: Committee on Space Research - DANTE: Delivery of Advanced Network Technology to Europe - DIVERSITAS - ECMWF: Centre européen de prévision météorologique à moyen terme - EEA: Agence européenne pour l'environnement - EIS-AFRICA: Environmental Information Systems - AFRICA - EPOS: European Plate Observing System - ESA: Agence spatiale européenne - ESEAS: European Sea Level Service - EUMETNET: Network of European Meteorological Services/Composite Observing System - EUMETSAT: Organisation européenne pour l'exploitation des satellites météorologiques - EUREC: European Renewable Energy Centres Agency - EuroGeoSurveys: The Association of the Geological Surveys of the European Union - FAO: Organisation des Nations unies pour l'alimentation et l'agriculture - FDSN: International Federation of Digital Seismograph Networks - GBIF: Global Biodiversity Information Facility - GCOS: Global Climate Observing System - GEM: Global Earthquake Model Foundation - GLOBE: Global Learning and Observations to Benefit the Environment - GLOS: Great Lakes Observing System - GSDI: Global Spatial Data Infrastructure - GOOS: Global Ocean Observing System - GTOS: Global Terrestrial Observing System - IAF: Fédération internationale d'astronautique - IAG: International Association of Geodesy - ICA: International Cartographic Association - ICIMOD: International Centre for Integrated Mountain Development - ICSU: Conseil international pour la science | - i-BEC: Inter-Balkan Environment Centre - IEEE: Institut des ingénieurs électriciens et électroniciens - IGBP: International Geosphere-Biosphere Program - IGFA: International Group of Funding Agencies for Global Change Research - IHO/OHI: Organisation hydrographique internationale - IISL: International Institute for Space Law - INCOSE: International Council on Systems Engineering - IO3C: International Ozone Commission - IOC: Commission océanographique intergouvernementale - ISCGM: International Steering Committee for Global Mapping - ISDE: International Society for Digital Earth - ISPRS: International Society for Photogrammetry and Remote Sensing - ITC: International Institute for Geo-Information Science and Earth Observation - IUGG: Union géodésique et géophysique internationale - IUGS: Union internationale des sciences géologiques - MTS: The Marine Technology Society - OGC: Open Geospatial Consortium - POGO: Partnership for Observation of the Global Ocean - RCMRD: Regional Centre for Mapping of Resources for Development - SICA/CCAD: Central American Commission for the Environment and Development - SOPAC: South Pacific Applied Geoscience Commission - SWF: Secure World Foundation - UNCBD: United Nations Convention on Biodiversity - UNCCD: Secretariat of the United Nations Convention to Combat Desertification - UNECA: Commission économique pour l'Afrique - UNEP: Programme des Nations unies pour l'environnement - UNESCAP: Commission économique et sociale pour l'Asie et le Pacifique - UNESCO: Organisation des Nations unies pour l'éducation, la science et la culture - UNFCCC: Convention-cadre des Nations unies sur les changements climatiques - UNISDR: United Nations International Strategy for Disaster Reduction - UNITAR: Institut des Nations unies pour la formation et la recherche - UNOOSA: Bureau des affaires spatiales des Nations unies - UNU-EHS: United Nations University, Institute for Environment and Human Security - WCRP: Programme mondial de recherches sur le climat - WDS: World Data System - WFPHA: World Federation of Public Health Associations - WMO: Organisation météorologique mondiale |